# Radio Swiss Jazz
Radio Swiss Jazz è una radio svizzera gestita dalla SRG SSR.

## Storia
L'emittente nasce il 1º settembre 1998 come Swiss Culture & Jazz, a Berna, prendendo poi la denominazione attuale nel 2001.
Nel 2014, tutte le radio della SSR subiscono un completo restyling e con esse anche Radio Swiss Jazz smette di trasmettere in analogico.
Negli anni successivi Radio Swiss Jazz abbandona lo standard DVB-S per passare al DVB-S2. Radio Swiss Jazz è ascoltabile attraverso l'app RSI.ch.

## Loghi

Logo usato dal 2001 al 2014
Logo attuale